# Ljubelj
Ljubelj (nemško Leubel pass /Loiblpass; 1369 mnm) je cestni gorski prelaz v Karavankah. Do leta 1963, ko je bil nekaj sto metrov pod prelazom dograjen cestni predor, je Ljubelj veljal za najbolj strm cestni prelaz na celotnem področju Alp, saj je naklon na gorenjski strani povprečno 14 %, na nekaterih mestih pa celo 32 %. Danes stara cesta, ki je zaprta za promet, v zimskem času služi kot sankališče, poleti pa prirejajo dirke starodobnikov (Hrastov memorial).
Pred mejnim platojem na slovenski strani stoji hotel, ob njem pa je iztek smučišča Zelenica. 

## Predor Ljubelj
Ljubeljski predor je najbližja povezava med Ljubljansko in Celovško kotlino in predstavlja državno mejo med državama Slovenijo in Avstrijo. Predor leži na nadmorski višini 1058 m in je najnižji cestni prelaz v Karavankah. Od izgradnje karavanškega predora leta 1991 se je promet skozenj zmanjšal. 
Prvi predor so v letih 1941–45 gradili vojni ujetniki, ki so bili nastanjeni v bližnji podružnici koncentracijskega taborišča Mauthausen (Koncentracijsko taborišče Ljubelj). Leta 1944 je bil predor prebit in omogočen zasilen prehod vozil, ki so ga ob umiku uporabili nemška vojska in njihovi zavezniki. V letih od 1956 do 1959 se je obravnavala dograditev predora in nove cestne povezave na najrazličnejših meddržavnih srečanjih. Predstavniki Avstrije so pričetek del zavlačevali iz različnih razlogov (težke geološke razmere, pomanjkanje denarja in podobno). Usklajevanje tehničnih rešitev med državama SFRJ in Avstrijo in sama gradnja je trajala vse do 15. novembra 1963, ko je bilo izvedeno začasno odprtje.
Predor je dolg 1561 m, od tega na slovenski strani 688 m. Predor ima obliko polkrožnega loka z višino 7,74 m in širino 11,86 m. Cestišče sestavlja vozišče širine 7,5 m in dva hodnika po 2,18 m. Pretežni del predora je zgrajen v precej zdrobljenem dolomitu, mestoma se pojavljajo sloji ilovice. Nekaj je tudi apnencev in skrilavcev, ki so močno nagubani. V času gradnje je prihajalo do vdora vode, kar je vidno še danes, saj so pogosto potrebna sanacijska dela zaradi zamakanja. Vozišče je iz asfaltbetona, hodniki so betonski. Predor je osvetljen, ima niše za telefon, gasilne aparate, merilce CO, hitrosti in smeri vetra in predvideno avtomatično zaporo predora s semaforjem. Objekt je danes nadzorovan iz avtocestnega nadzornega centra na Hrušici.

### Cesta E652
Zaradi naraščajočega prometa je bilo nujno zgraditi tudi novo cesto do predora. Stara je bila namreč preozka, mestoma široka samo 3,4 m do 3,70 m in makadamska. Resno nevarnost pozimi je predstavljal snežni plaz izpod Begunjščice, zaradi katerega je bila cesta pozimi zaprta tudi več mesecev. Zasulo jo je lahko tudi do 15 m na debelo.
Trasa se prične v Podtaboru z odcepom od gorenjske avtoceste (takratne dvopasovnice imenovane cesta bratstva in enotnosti), poteka mimo Tržiča, kjer so zgrajene tri galerije (Fužine I. dolžine 79 m, Fužine II. dolžine 123 m in Fužine III. dolžine 70 m) in manjši viadukt Cenova guba. Na celotni trasi je še 12 mostov, 15 podvozov, 8 nadvozov in še galerija pod begunjskim plazom dolžine 127 m. Galerija je bila zaradi slabih geoloških razmer na plazu in bližine hudournika Mošenik zgrajena kot predor v odprtem izkopu in kasneje zasuta. Skoznjo poteka tudi struga omenjenega potoka. Cesta ima širino 7,5 m od Podtabora do Tržiča in 7,0 m do Ljubelja z maksimalnim vzdolžnim nagibom 11%. Zgrajeni so tudi trije izvennivojski priključki kar pomeni, da je imela cesta tedaj elemente hitre ceste s kontroliranim dostopom, kar je bil za tiste čase zelo visok standard. 
Danes so predvsem domačini zgradili množico nelegalnih dostopov iz svojih parcel in iz vzporedne lokalne ceste, kar predstavlja bistveno zmanjšanje prometne varnosti.

## Zgodovina
Prelaz je bil trgovska pot že v antiki, o tem pričata dva rimska oltarja ob cesti (pri cerkvi Sv. Lenarta v Brodeh, Avstrija (avstrijsko: Loibltal) in v Podljubelju. Ljubeljsko sedlo je predstavljalo pomembnejšo trgovsko pot od konca 14. stoletja dalje, ko je Trst prešel pod habsburško oblast. Tekom stoletij se je promet povečeval, zato so okrog leta 1573 koroški in kranjski deželni stanovi preko Ljubelja zgradili cesto, tik pod vrhom prelaza pa skopali okrog 100 m dolg predor. Cesto so nato večkrat širili, med letoma 1725 in 1728 pa so odstranili strop predora in ga spremenili v 130 m dolg skalni vkop. Ob zaključku del so graditelji postavili na sedlu dve piramidi (obeliska) v čast cesarju Karlu VI., ki je ob tej priložnosti čez Ljubelj potoval na Kranjsko. Promet je preko sedla potekal do 2. svetovne vojne. Aprila leta 1941 je iz avstrijske strani čez prelaz na Gorenjsko vdrla nemška okupacijska vojska. Med letoma 1943 in 1944 je na nižji nadmorski višini prebila okrog 1,8 km dolg cestni predor, ki ga je kopalo približno 1000 vojnih ujetnikov iz koncentracijskega taborišča Mauthausen ter 800 delavcev podjetja Universale.

## Rekreacijsko območje
Poleti je prelaz Ljubelj priljubljeno izhodišče za pohodne ture, ki gredo vzdolž glavnega grebena Karavank, parkirišče ob južnem vhodu v predor pa je izhodišče za pohodne in smučarske ture na Zelenico.
Skoraj vsako leto je na južni (slovenski) strani prelaza urejena sankaška proga, z obeh strani meje pa na vrh Ljubela prihajajo tudi pohodniki.

## Galerija
- Ljubeljski predor in prelaz
- Nekdanji mejni prehod
- Ostanki taborišča podružnice Mathausen
- Vhod v predor s slovenske strani
- Podljubelj, vas pred prelazom
- Stari Ljubelj − spominska tabla
- Ljubelj / Loiblpass pozimi